# Johnnie Taylor
Johnnie Harrison Taylor (Crawfordsville, 5 maggio 1934 – Dallas, 31 maggio 2000) è stato un cantautore statunitense.

## Biografia
Noto a livello artistico come il "filosofo del soul", Taylor ha iniziato a cantare in diversi gruppi gospel durante gli anni cinquanta, collaborando con vari artisti tra cui Sam Cooke. Nel 1966 viene messo sotto contratto con la Stax Records, riscuotendo il primo successo nel 1968 con il singolo Who's Making Love, numero 5 nelle classifiche Billboard e disco d'oro per aver venduto oltre un milione di copie.
Nel 1970 sposa Gerlean Rocket, sua compagna fino alla morte, e continua la sua ascesa al successo come star R&B grazie a successi come Jody's Got Your Girl and Gone del 1970 e I Believe in You (You Believe in Me) del 1973. 
Con il fallimento della Stax nel 1975, Taylor firma un contratto con la Columbia Records, sotto la quale registra il suo più grande successo commerciale: Disco Lady, che rimane al numero uno nelle classifiche Billboard per quattro settimane e che ottiene inoltre il primo disco di platino della storia, grazie alle oltre 2 milioni di copie vendute. L'album da cui è estratto il singolo, Eargasm, entra nella top 5 degli album più venduti negli Stati Uniti e riceve anch'esso il disco d'oro. Dopo una breve parentesi presso la RCA Records nel 1977, Taylor fa ritorno alla Columbia, ma la sua carriera inizia ad eclissarsi in maniera significativa durante gli anni ottanta. Ciononostante continua a registrare diversi album e singoli che riscuoteranno discreto successo nelle classifiche R&B. Al contempo diventa anche DJ radiofonico presso una radio di Dallas, città dove rimarrà per il resto della sua vita e dove si spegnerà all'età di 66 anni il 31 maggio 2000 a causa di attacco cardiaco.
Taylor ha ricevuto un Pioneer Award dalla Rhythm and Blues Foundation nel 1999 ed è stato anche tre volte candidato al Grammy Award. Nel 2015 è stato inserito nella National Rhythm & Blues Hall of Fame, mentre nel 2022 è stato inserito nella Blues Hall of Fame.

## Discografia

### Album in studio
| 1967                                                          | Wanted: One Soul Singer                        | —   | 26 | Stax         |
| 1968                                                          | Who's Making Love...                           | 42  | 5  | Stax         |
| 1968                                                          | Raw Blues                                      | 126 | 24 | Stax         |
| 1968                                                          | Rare Stamps                                    | —   | 33 | Stax         |
| 1969                                                          | The Johnnie Taylor Philosophy Continues        | 109 | —  | Stax         |
| 1971                                                          | One Step Beyond                                | 112 | 6  | Stax         |
| 1973                                                          | Taylored in Silk                               | 54  | 3  | Stax         |
| 1974                                                          | Super Taylor                                   | 182 | 10 | Stax         |
| 1976                                                          | Eargasm                                        | 5   | 1  | Columbia     |
| 1977                                                          | Rated Extraordinaire                           | 51  | 6  | Columbia     |
| 1977                                                          | Reflections                                    | —   | —  | RCA          |
| 1977                                                          | Disco 9000                                     | —   | —  | Columbia     |
| 1978                                                          | Ever Ready                                     | 164 | 35 | Columbia     |
| 1979                                                          | She's Killing Me                               | —   | 53 | Columbia     |
| 1980                                                          | A New Day                                      | —   | 75 | Columbia     |
| 1982                                                          | Just Ain't Good Enough                         | —   | 19 | Beverly Glen |
| 1984                                                          | This Is Your Night                             | —   | 55 | Malaco       |
| 1985                                                          | Wall to Wall                                   | —   | 46 | Malaco       |
| 1987                                                          | Lover Boy                                      | —   | —  | Malaco       |
| 1988                                                          | In Control                                     | —   | 43 | Malaco       |
| 1989                                                          | Crazy 'Bout You                                | —   | 47 | Malaco       |
| 1991                                                          | I Know It's Wrong But I... Just Can't Do Right | —   | 59 | Malaco       |
| 1993                                                          | Real Love                                      | —   | 76 | Malaco       |
| 1996                                                          | Good Love!                                     | 108 | 15 | Malaco       |
| 1998                                                          | Taylored to Please                             | —   | 44 | Malaco       |
| 1999                                                          | Gotta Get the Groove Back                      | 140 | 30 | Malaco       |
| 2003                                                          | There's No Good in Goodbye                     | —   | 30 | Malaco       |
| "—" denota una pubblicazione che non è entrata in classifica. |                                                |     |    |              |

### Album live
- Live at the Summit Club - Stax/Fantasy 8628 (registrato nel 1972; pubblicato nel 2007)
- FunkSoulBrother - Fuel/Universal.

### Singoli
| Anno                                                          | Singolo                                                | Classifiche | Classifiche | Classifiche | Classifiche |
| Anno                                                          | Singolo                                                | US          | US R&B      | UK          | CAN         |
| ------------------------------------------------------------- | ------------------------------------------------------ | ----------- | ----------- | ----------- | ----------- |
| 1963                                                          | "Baby, We've Got Love"                                 | 98          | /           | —           | —           |
| 1966                                                          | "I Had a Dream"                                        | —           | 19          | —           | —           |
| 1966                                                          | "I Got to Love Somebody's Baby"                        | —           | 15          | —           | —           |
| 1967                                                          | "Somebody's Sleeping in My Bed"                        | 95          | 33          | —           | —           |
| 1968                                                          | "Next Time"                                            | —           | 34          | —           | —           |
| 1968                                                          | "I Ain't Particular"                                   | —           | 45          | —           | —           |
| 1968                                                          | "Who's Making Love"                                    | 5           | 1           | —           | 7           |
| 1969                                                          | "Take Care of Your Homework"                           | 20          | 2           | —           | 27          |
| 1969                                                          | "Testify (I Wanna)"                                    | 36          | 4           | —           | 35          |
| 1969                                                          | "I Could Never Be President"                           | 48          | 10          | —           | —           |
| 1969                                                          | "Love Bones"                                           | 43          | 4           | —           | 38          |
| 1970                                                          | "Steal Away"                                           | 37          | 3           | —           | 36          |
| 1970                                                          | "I Am Somebody Part II"                                | 39          | 4           | —           | 45          |
| 1971                                                          | "Jody's Got Your Girl and Gone"                        | 28          | 1           | —           | —           |
| 1971                                                          | "I Don't Wanna Lose You"                               | 86          | 13          | —           | —           |
| 1971                                                          | "Hijackin' Love"                                       | 64          | 10          | —           | —           |
| 1972                                                          | "Standing in for Jody"                                 | 74          | 12          | —           | —           |
| 1972                                                          | "Doing My Own Thing (Part I)"                          | —           | 16          | —           | —           |
| 1972                                                          | "Stop Doggin' Me"                                      | —           | 13          | —           | —           |
| 1973                                                          | "I Believe in You (You Believe in Me)"                 | 11          | 1           | —           | 35          |
| 1973                                                          | "Cheaper to Keep Her"                                  | 15          | 2           | —           | —           |
| 1974                                                          | "We're Getting Careless with Our Love"                 | 34          | 5           | —           | 77          |
| 1974                                                          | "I've Been Born Again"                                 | 78          | 13          | —           | —           |
| 1974                                                          | "It's September"                                       | —           | 26          | —           | —           |
| 1975                                                          | "Try Me Tonight"                                       | —           | 51          | —           | —           |
| 1976                                                          | "Disco Lady"                                           | 1           | 1           | 25          | 14          |
| 1976                                                          | "Somebody's Gettin' It"                                | 33          | 5           | —           | 94          |
| 1977                                                          | "Love Is Better in the A.M. (Part 1)"                  | 77          | 3           | —           | 63          |
| 1977                                                          | "Your Love Is Rated X"                                 | —           | 17          | —           | —           |
| 1977                                                          | "Disco 9000"                                           | 86          | 24          | —           | —           |
| 1978                                                          | "Keep On Dancing"                                      | —           | 32          | —           | —           |
| 1978                                                          | "Ever Ready"                                           | —           | 84          | —           | —           |
| 1979                                                          | "(Ooh-Wee) She's Killing Me" / "Play Something Pretty" | —           | 37 79       | —           | —           |
| 1980                                                          | "I Got This Thing for Your Love"                       | —           | 77          | —           | —           |
| 1982                                                          | "What About My Love"                                   | —           | 24          | —           | —           |
| 1983                                                          | "I'm So Proud"                                         | —           | 55          | —           | —           |
| 1984                                                          | "Lady, My Whole World Is You"                          | —           | 74          | —           | —           |
| 1987                                                          | "Don't Make Me Late"                                   | —           | 74          | —           | —           |
| 1990                                                          | "Still Crazy for You"                                  | —           | 60          | —           | —           |
| "—" denota una pubblicazione che non è entrata in classifica. |                                                        |             |             |             |             |